# SAE J-1587
J-1587是美國汽車工程師協會機構針對重度、密集值勤的運輸工具（車輛）所訂立、建議採行的電子檢測標準。SAE J1587 是卡车用网络通讯协议。J1708是对应的物理层，SAE J1939比J1587晚，也应用与卡车的通讯。J1939全面的定义了卡车的通讯网络，包括物理层、应用层等。目前J1587与J1939都有使用，但是J1939在行业内越来越流行，成为大家公认的行业标准。 ISO9141 定义了基于K线的诊断。经过发展后有了14230（K线）和15765（CAN）。
KWP2000是车载诊断协议，有两种实现方式，分别对应基于K线的14230和基于CAN总线的15765。